# Stadtbücherei (Weimar)
Die Stadtbücherei in Weimar befindet sich in der Steubenstraße 1 in der Westvorstadt. Es ist eine Einrichtung der Stadtverwaltung Weimar. An ihr beginnt die Humboldtstraße.
Das 1837 entstandene Gebäude war vorher Messhaus und wurde nach dem Entwurf von Heinrich Heß im klassizistischen Stil errichtet. Das Walmdach besitzt Mansarden.
Die Bibliothek des Volksbildungsvereins selbst wurde von Bürgern Weimars 1878 ins Leben gerufen, die gewissermaßen den Grundstock bildet. An der Stelle in der Steubenstraße befindet sich die Stadtbücherei seit 1912. Das Nachbargebäude ist Sommers Weinstuben, dessen Weinranken auch dessen Giebel ziert. 
Das Gebäude steht auf der Liste der Kulturdenkmale in Weimar (Einzeldenkmale).